# Museum Collectie Brands
Museum Collectie Brands is een museum in Nieuw-Dordrecht, Drenthe. Het museum bevat een collectie van meer dan zeventigduizend voorwerpen en boeken die door Jans Brands (1932-2019) gedurende zijn leven werden verzameld. Het kroonjuweel van de collectie is een volledig middeleeuws register uit 1382. Dit register bevat een overzicht van alle leenheren van de toenmalige bisschop van Utrecht, Floris van Wevelinkhoven.

## Geschiedenis
Het museum vindt zijn oorsprong in de verzamelwoede van Jans Brands. Brands realiseerde al op jonge leeftijd dat alledaagse voorwerpen waardevol kunnen zijn. Hij verzamelde en bewaarde spullen en objecten die anderen zouden hebben weggegooid. Later in zijn leven begon Brands met het kopen van voorwerpen op rommelmarkten en deed mee aan veilingen om zeldzame en unieke objecten te verkrijgen. Zo ontstond er over een periode van 65 jaar een unieke collectie.
In 1978, gedurende het 125-jarige bestaan van het dorp Nieuw-Dordrecht, werd er een expositie gehouden met de voorwerpen uit Brands’ collectie. Het was tijdens deze tentoonstelling dat er publiek besef ontstond voor de waarde en grootte van Brands’ unieke verzameling. Spoedig ontstond hierdoor de vereniging Nieuw Dordrecht Historisch en Cultuur, die zich tot doel stelde de collectie te behouden.
Vanaf 1992 hield de vereniging jaarlijks een tentoonstelling in het dorpshuis met voorwerpen uit de collectie. Vijf jaar later werd er een begin gemaakt aan het verbeteren van Brands’ boerderij, zodat de collectie in degelijke staat kon worden bewaard. In 1999 doneerde de provincie Drenthe 250 duizend gulden aan de vereniging voor onderzoek naar de cultuur-historische waarde van de collectie. Wegens de gift werd de boerderij in 2002 voor het eerst opengesteld voor het publiek. Niet veel later werd in 2003 de vereniging Beheer Collectie Brands opgericht voor de exploitatie van de collectie.
In 2007 ontstonden er plannen voor de bouw van een nieuw gebouw naast de boerderij. In 2010 werden deze plannen uitgevoerd. De bouwwerkzaamheden (en de slechte staat van de boerderij) maakten het noodzakelijk dat een groot gedeelte van de collectie moest worden ondergebracht in een depot in Schoonebeek. In augustus van datzelfde jaar was de bouw dusdanig vergevorderd dat de collectie weer terug kon naar de boerderij. In mei 2011 konden de boeken worden ondergebracht in de nieuwe bibliotheek. De officiële opening van de bibliotheek en andere faciliteiten vond plaats op 17 november.
Op 5 juni 2015 werd Collectie Brands officieel erkend als museum. In het begin van 2017 vond een verbouwing in de boerderij plaats, waarbij het deel werd gereedgemaakt om als expositiezaal te dienen. In 2020, tijdens de coronapandemie, werd de sluiting van het museum benut door de bibliotheek te renoveren en om te bouwen tot extra expositiezaal. Er zijn plannen voor een uitbreiding van het museum, met onder andere een nieuw museumcafé, een tweede expositiezaal en een binnenplaats.

## Het museum
Het museum bevindt zich in een gerenoveerde boerderij in Nieuw-Dordrecht. De boerderij werd oorspronkelijk bewoond door de grootouders en ouders van Jans Brands. Ten tijde van de Tweede Wereldoorlog werd de boerderij zwaar beschadigd door het neerstorten van een geallieerd vliegtuig. Na de oorlog werd de boerderij herbouwd.
De eetkamer, zitkamer en keuken van de boerderij zijn vrijwel geheel in authentieke jaren 40- en 50-stijl overgebleven. Het deel van de boerderij is omgebouwd tot expositiezaal. In 2011 werd een uitbreiding geopend. Die bestaat uit een tweede expositiezaal, een museumcafé en entree met museumwinkel.

## De collectie
De collectie van Museum Collectie Brands bevat meerdere zeldzame en unieke voorwerpen. Het kroonjuweel van de collectie is het zogenaamde ‘leenmannenregister’. Dit register werd gemaakt in 1382 in opdracht van de bisschop van Utrecht en bevat een compleet overzicht van alle leenmannen en hun landerijen.
Enkele andere unieke en opmerkelijke objecten zijn:
- Het handgeschreven testament van prinses Marianne van Oranje-Nassau.
- Een fragment van de Sichote-Alinmeteoriet.
- Een geavanceerde mechanische Curta-rekenmachine.
- Een gouden solidus, geslagen tijdens de regeerperiode van Dagobert I, koning der Franken, tijdens de vroege 7e eeuw.
- Het boek "De Hunebedden in Nederland", gemaakt in 1926 door Dr. A.E. Van Giffen.[8]
- Een deksteen van de poort van kamp Dalum, een van de emslandlager / Emsland-kampen.

Het museum bevat eveneens werken, schilderijen en andere objecten die behoorden aan de Nederlandse kunstenaars Hendrik Nicolaas Werkman, Jan Dekkers, Hendrik de Vries en Janny Jalving. Het museum heeft eveneens reproducties van de werken van Van Gogh.

## Fotogalerij

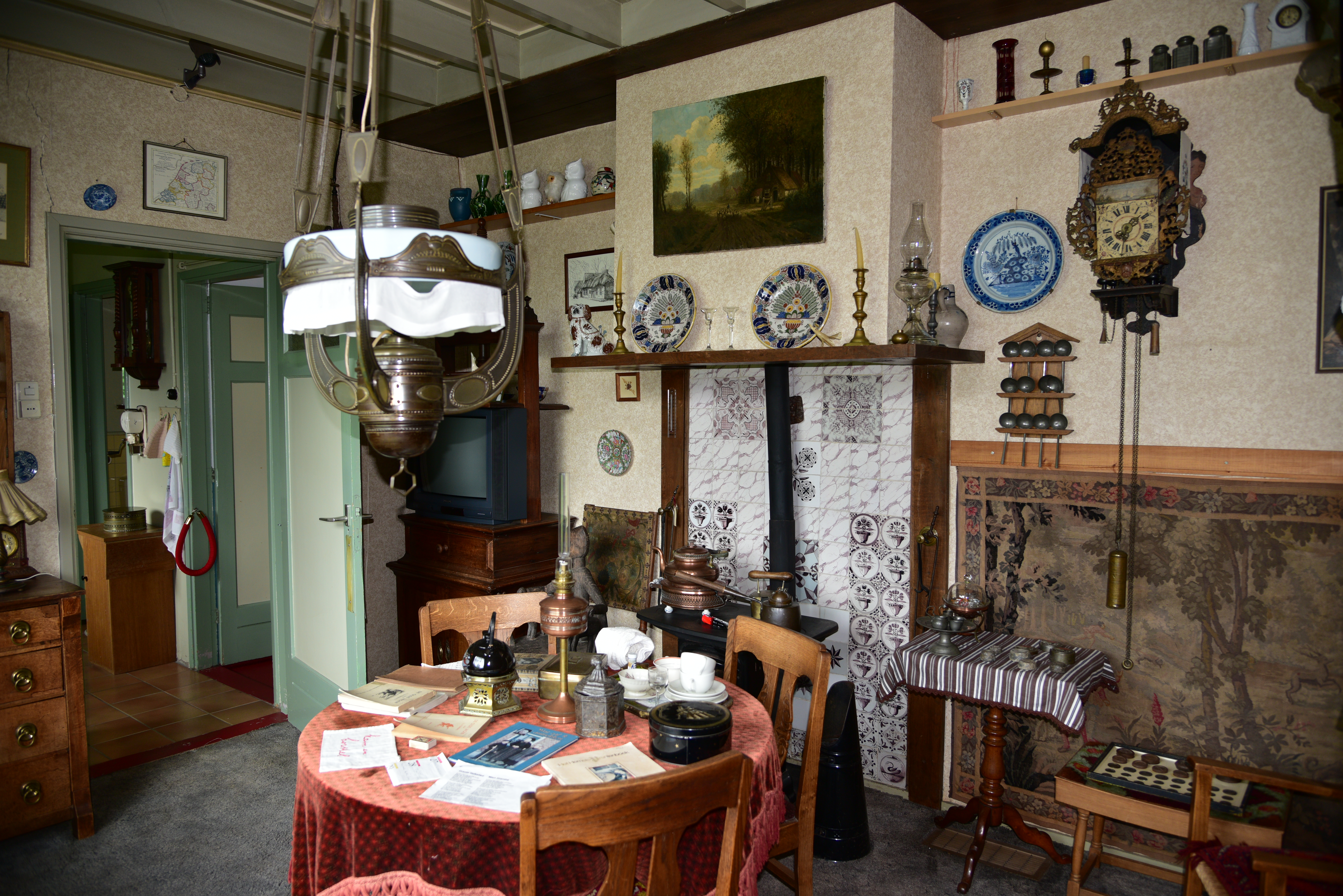
De zitkamer van het woonhuis
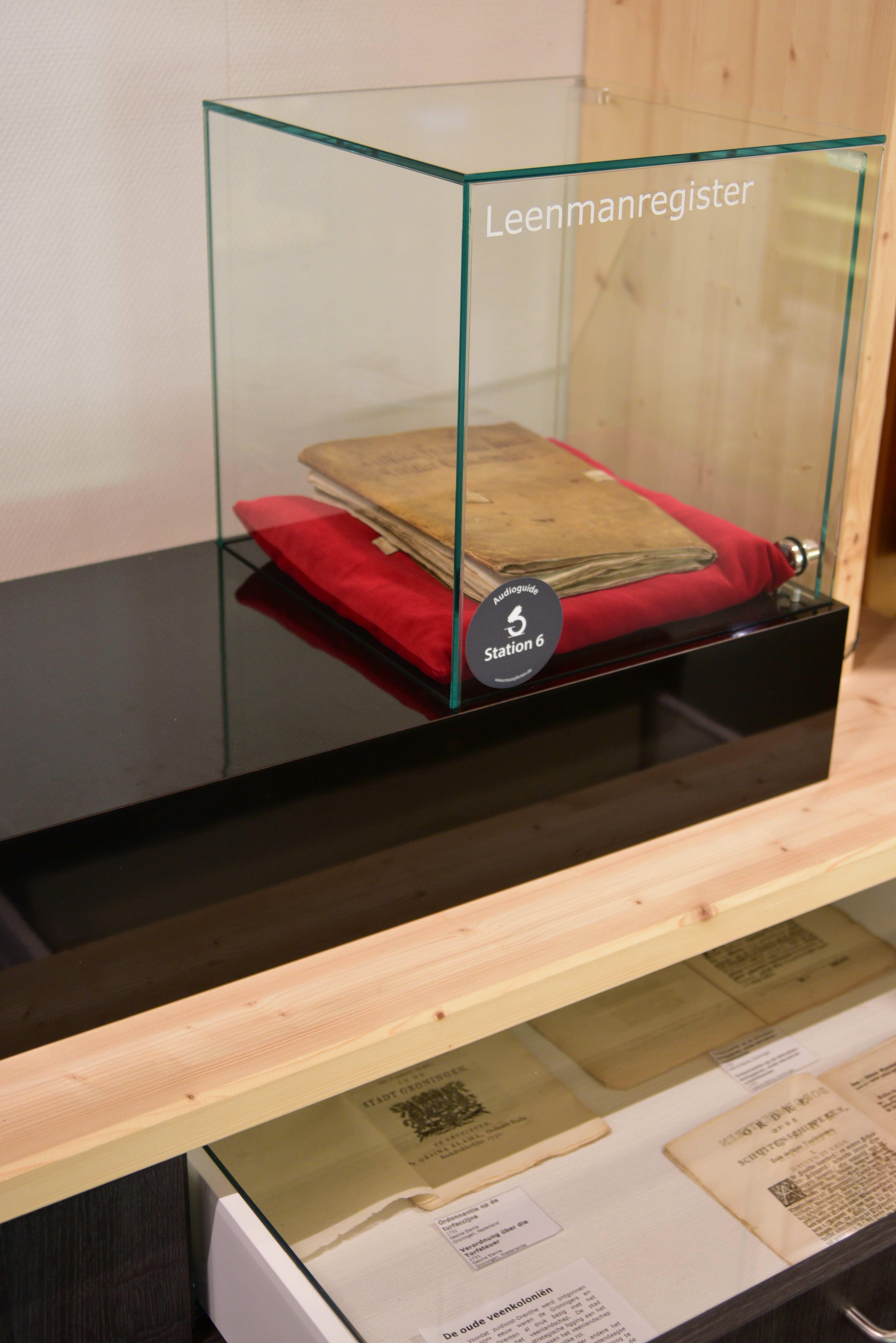
Het leenmannenregister uit 1379
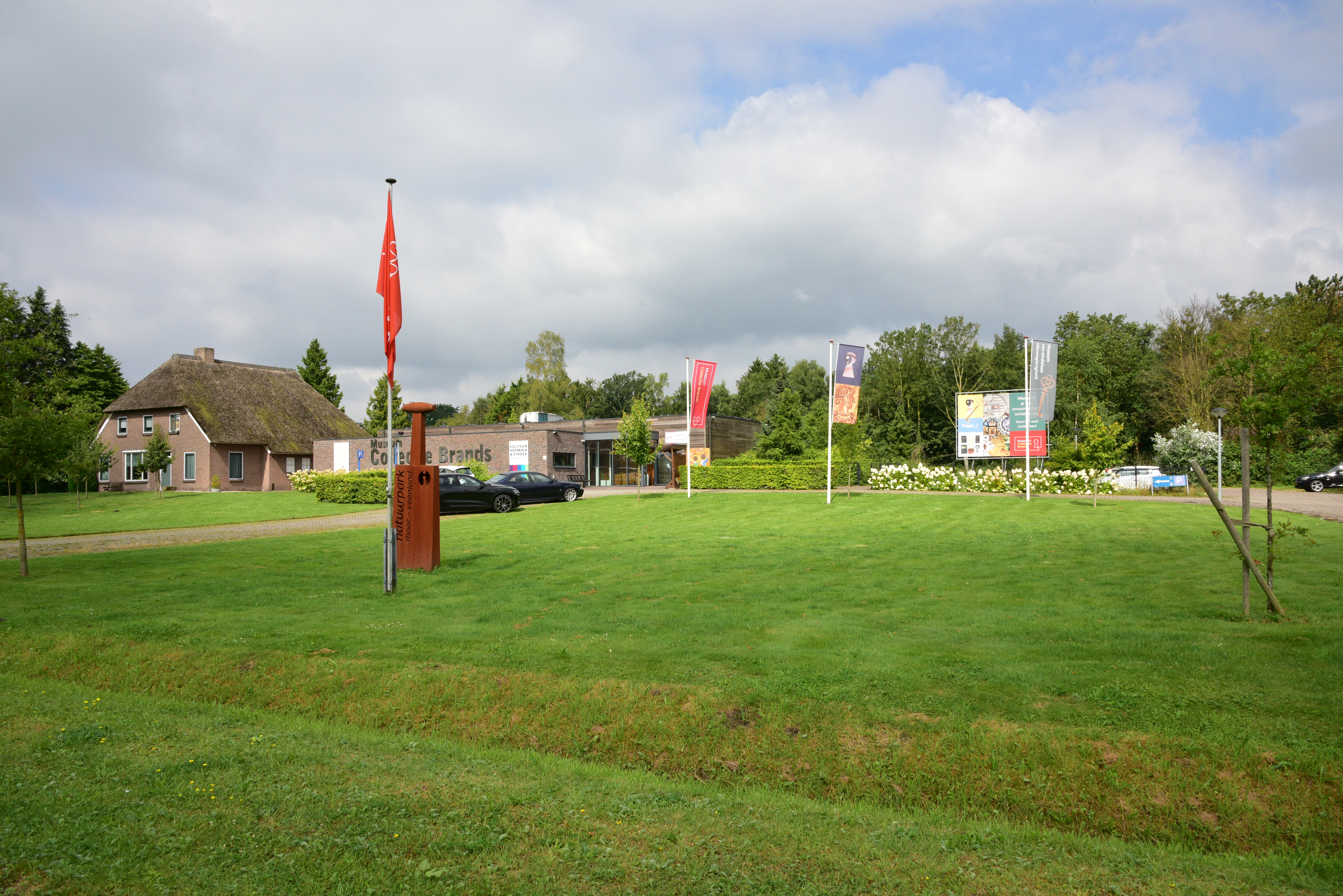
Het museum met aanbouw, zomer 2024